# Trójnia
Trójnia – wieś w Polsce położona w województwie lubelskim, w powiecie lubartowskim, w gminie Lubartów.
W latach 1975–1998 miejscowość administracyjnie należała do ówczesnego województwa lubelskiego.
Wieś stanowi sołectwo gminy Lubartów. Według Narodowego Spisu Powszechnego (III 2011 r.) wieś liczyła 64 mieszkańców i była najmniej ludną wsią w gminie.